# Chromolucuma baehniana
Chromolucuma baehniana là một loài thực vật có hoa trong họ Hồng xiêm. Loài này được Monach. mô tả khoa học đầu tiên năm 1949.